# Bulbophyllum lyperostachyum
Bulbophyllum lyperostachyum är en orkidéart som beskrevs av Rudolf Schlechter. Bulbophyllum lyperostachyum ingår i släktet Bulbophyllum och familjen orkidéer. Inga underarter finns listade i Catalogue of Life.